# Titularerzbistum Nicopsis
Nicopsis (ital.: Nicopsi) ist ein Titularerzbistum der römisch-katholischen Kirche. 
Es geht zurück auf einen antiken Bischofssitz in der Stadt Tuapse, die sich in der Region Taurien auf der Halbinsel Krim befindet. 
| Titularerzbischöfe von Nicopsis |                     |                                                                  |                 |                  |
| Nr.                             | Name                | Amt                                                              | von             | bis              |
| 1                               | Johannes Poggenburg | emeritierter Bischof von Münster (Deutschland)                   | 29. August 1930 | 5. Januar 1933   |
| 2                               | Alojzije Stepinac   | Koadjutorerzbischof von Zagreb (Kroatien)                        | 28. Mai 1934    | 7. Dezember 1937 |
| 3                               | Joseph Butt         | emeritierter Weihbischof in Westminster (Vereinigtes Königreich) | 23. April 1938  | 23. August 1944  |
| 4                               | Juan C. Sison       | Koadjutorerzbischof von Nueva Segovia (Philippinen)              | 20. August 1956 | 12. Oktober 1966 |